# Брень-Осуховський
Брень-Осуховський (пол. Breń Osuchowski) — село в Польщі, у гміні Чермін Мелецького повіту Підкарпатського воєводства.
Населення — 508 осіб (2011).

## Демографія
Демографічна структура станом на 31 березня 2011 року:
|          | Загалом | Допрацездатний вік | Працездатний вік | Постпрацездатний вік |
| -------- | ------- | ------------------ | ---------------- | -------------------- |
| Чоловіки | 276     | 78                 | 163              | 35                   |
| Жінки    | 232     | 48                 | 133              | 51                   |
| Разом    | 508     | 126                | 296              | 86                   |